# Antocha salikensis
Antocha salikensis är en tvåvingeart som beskrevs av Alexander 1958. Antocha salikensis ingår i släktet Antocha och familjen småharkrankar.
Artens utbredningsområde är Sri Lanka. Inga underarter finns listade i Catalogue of Life.